# 新倫敦 (愛荷華州)
新倫敦（英語：New London）是一個位於美國愛荷華州亨利縣的城市。

## 地理
新倫敦的座標為40°55′31″N 91°24′04″W / 40.92528°N 91.40111°W，而該地的平均海拔高度為232米（即761英尺）。

## 人口
根據2010年美國人口普查的數據，新倫敦的面積為2.62平方千米，當中陸地面積為2.62平方千米，而水域面積為0.00平方千米。當地共有人口1897人，而人口密度為每平方千米724人。